# Euploea lorenzo
Euploea lorenzo är en fjärilsart som beskrevs av Butler 1870. Euploea lorenzo ingår i släktet Euploea och familjen praktfjärilar. Inga underarter finns listade i Catalogue of Life.